# Пепин (тауншип, Миннесота)
Пепин (англ. Pepin) — тауншип в округе Уабаша, Миннесота, США. На 2000 год его население составило 471 человек.

## География
По данным Бюро переписи населения США площадь тауншипа составляет 55,8 км², из которых 45,5 км² занимает суша, а 10,3 км² — вода (18,51 %).

## Демография
По данным переписи населения 2000 года здесь находились 471 человек, 170 домохозяйств и 131 семья.  Плотность населения —  10,4 чел./км².  На территории тауншипа расположено 210 построек со средней плотностью 4,6 построек на один квадратный километр. Расовый состав населения: 98,30 % белых, 0,42 % коренных американцев, 0,85 % азиатов и 0,42 % приходится на две или более других рас. Испанцы или латиноамериканцы любой расы составляли 1,91 % от популяции тауншипа.
Из 170 домохозяйств в 37,1 % воспитывались дети до 18 лет, в 68,2 % проживали супружеские пары, в 3,5 % проживали незамужние женщины и в 22,9 % домохозяйств проживали несемейные люди. 17,1 % домохозяйств состояли из одного человека, при том 4,1 % из — одиноких пожилых людей старше 65 лет. Средний размер домохозяйства — 2,77, а семьи — 3,14 человека.
27,6 % населения — младше 18 лет, 7,4 % — в возрасте от 18 до 24 лет, 22,9 % — от 25 до 44, 28,2 % — от 45 до 64, и 13,8 % — старше 65 лет. Средний возраст — 41 год. На каждые 100 женщин приходилось 94,6 мужчин.  На каждые 100 женщин старше 18 приходилось 96,0 мужчин.
Средний годовой доход домохозяйства составлял 46 563 доллара, а средний годовой доход семьи —  51 563 доллара. Средний доход мужчин —  32 000  долларов, в то время как у женщин — 26 250. Доход на душу населения составил 20 741 доллар. За чертой бедности находились 5,3 % семей и 5,5 % всего населения тауншипа, из которых 17,7 % старше 65 лет.